# Пашенское болото
Па́шенское болото — осушенное болото в Марьиной роще Северо-Восточного административного округа города Москвы.

## Описание
Пашенское болото находилось на водоразделе рек Копытовки и Неглинной недалеко от Анненской улицы и Марьиной рощи. Болото давало начало Неглинной реке, с западной стороны практически соединялось с Горелым болотом, из которого выходила Пресня. В XIX веке болото использовали для добычи торфа.
Пашенское болото было осушено и засыпано в 1930 году при строительстве Московского метрополитена. Мощность насыпного грунта достигает 18,5 метров. На Пашенском болоте зафиксирована максимальная мощность антропогенных отложений, которая составляет 22 метра.